# Pelegrina
Pelegrina  (лат.) — род аранеоморфных пауков из подсемейства Dendryphantinae в семействе пауков-скакунов (Salticidae). Большинство видов этого рода первоначально входили в состав рода Metaphidippus.

## Виды
- Pelegrina aeneola (Curtis, 1892) — Северная Америка
- Pelegrina arizonensis (Peckham & Peckham, 1901) — Северная Америка
- Pelegrina balia Maddison, 1996 — США
- Pelegrina bicuspidata (F. O. P-Cambridge, 1901) — Мексика, Гватемала
- Pelegrina bunites Maddison, 1996 — США, Мексика
- Pelegrina chaimona Maddison, 1996 — США, Мексика
- Pelegrina chalceola Maddison, 1996 — США
- Pelegrina clavator Maddison, 1996 — Мексика
- Pelegrina clemata (Levi, 1951) — США, Канада
- Pelegrina dithalea Maddison, 1996 — США
- Pelegrina edrilana Maddison, 1996 — Мексика
- Pelegrina exigua (Banks, 1892) — США
- Pelegrina flaviceps (Kaston, 1973) — США, Канада
- Pelegrina flavipes (Peckham & Peckham, 1888) — США, Канада
- Pelegrina furcata (F. O. P.-Cambridge, 1901) — США, Мексика
- Pelegrina galathea (Walckenaer, 1837) — от Канады до Коста-Рики, Бермудские острова
- Pelegrina helenae (Banks, 1921) — США
- Pelegrina huachuca Maddison, 1996 — США
- Pelegrina insignis (Banks, 1892) — США, Канада
- Pelegrina kastoni Maddison, 1996 — США, Мексика
- Pelegrina montana (Emerton, 1891) — США, Канада
- Pelegrina morelos Maddison, 1996 — Мексика
- Pelegrina neoleonis Maddison, 1996 — Мексика
- Pelegrina ochracea (F. O. P.-Cambridge, 1901) — Мексика, Гватемала
- Pelegrina orestes Maddison, 1996 — США, Мексика
- Pelegrina pallidata (F. O. P.-Cambridge, 1901) — от Мексики до Никарагуа
- Pelegrina peckhamorum (Kaston, 1973) — США
- Pelegrina pervaga (Peckham & Peckham, 1909) — США
- Pelegrina proterva (Walckenaer, 1837) — США, Канада
- Pelegrina proxima (Peckham & Peckham, 1901) — Багамские острова, Куба, о. Гаити, Ямайка typus
- Pelegrina sabinema Maddison, 1996 — США
- Pelegrina sandaracina Maddison, 1996 — от Мексики до Никарагуа
- Pelegrina tillandsiae (Kaston, 1973) — США
- Pelegrina tristis Maddison, 1996 — США
- Pelegrina variegata (F. O. P.-Cambridge, 1901) — от Мексики до Панамы
- Pelegrina verecunda (Chamberlin & Gertsch, 1930) — США, Мексика
- Pelegrina volcana Maddison, 1996 — Панама
- Pelegrina yucatecana Maddison, 1996 — small